# Danaoua (Gourcy)
Pour les articles homonymes, voir Danaoua.
Danaoua, également orthographié Danawa ou appelé Ranaoua, est une commune rurale située dans le département de Gourcy de la province du Zondoma dans la région Nord au Burkina Faso.

## Géographie
Danaoua se trouve à environ 6 km au nord-est du centre de Gourcy, le chef-lieu du département, et 20 km au sud de Ouahigouya, la plus importante ville du nord du pays.

## Santé et éducation
Danaoua accueille un centre de santé et de promotion sociale (CSPS) tandis que le centre médical (CM) de la province se trouve à Gourcy.
Le village possède deux écoles primaires publiques (A et B),.